# Авиационные происшествия Аэрофлота 1934 года
Авиационные происшествия и инциденты, включая угоны, произошедшие с воздушными судами Главного управления гражданского воздушного флота при Совете народных комиссаров СССР («Аэрофлот») в 1934 году.
По имеющимся данным, в этом году крупнейшая катастрофа с воздушными судами предприятия «Аэрофлот» произошла 27 июля близ Бертыса (Казакская АССР), когда самолёт АНТ-9 заходя на посадку на малой высоте при выполнении разворота в условиях бокового ветра сильно накренился и перейдя в скольжение врезался в землю, в результате чего погибли 10 человек.

## Список
Отмечены происшествия и инциденты, когда воздушное судно было восстановлено.
| Дата                  | Место                                             | ВС      | Бортовой номер | Управление            | Жертв | Описание | И      |
| --------------------- | ------------------------------------------------- | ------- | -------------- | --------------------- | ----- | --- | ------ |
| 5 февраля 1934 года   | близ Карсакпая                                    | АП      | А291           | Южно-Казакская АГ СХА | 1/3   | При полёте в буране из-за ошибки в пилотировании и перегруза потерял скорость, перешёл в скольжение и врезался в землю; пилот был нетрезв                                                  | [ 1 ]  |
| 11 марта 1934 года    | Борский район, 3 км от Марычевки                  | Сталь-2 | Л1127          | Особый отряд          | 2/2   | После отказа двигателя потерял скорость и упал в лес | [ 2 ]  |
| 12 марта 1934 года    | Солнечногорский район, 2 км от Поварова           | П-5     | Л1502          | Северное              | 2/2   | При полёте в снегопаде из-за ошибки в пилотировании потерял скорость и свалился в штопор                                                                                                   | [ 3 ]  |
| 28 апреля 1934 года   | Актюбинск                                         | СП      | Л1015          | Казакское             | 1+0/1 | Борт Л1015 при посадке зацепил крылом борт Л1018, из-за чего последний развернуло, затем самолёты врезались друг в друга, при этом задело и убило находившуюся рядом дежурную по аэропорту | [ 4 ]  |
| 28 апреля 1934 года   | Актюбинск                                         | СП      | Л1018          | Казакское             | 0/0   | Борт Л1015 при посадке зацепил крылом борт Л1018, из-за чего последний развернуло, затем самолёты врезались друг в друга, при этом задело и убило находившуюся рядом дежурную по аэропорту | [ 4 ]  |
| 18 мая 1934 года      | Татарский район, 5 км Ю Каратканска               | П-5     | Л1075          | Западно-Сибирское     | 1/1   | При ночном полёте в СМУ зацепил землю и капотировал, полностью разрушившись | [ 5 ]  |
| 6 июня 1934 года      | Орловский район, 5 км ЮЗ Оптухи                   | П-5     | Л787           | Московское            | 1/1   | При развороте на малой высоте врезался в холм | [ 6 ]  |
| 10 июня 1934 года     | Язово, Тальменский район                          | АП      | А302           | Западно-Сибирское     | 1/1   | При полёте на малой высоте уклоняясь от препятствий потерял скорость и упал на землю | [ 7 ]  |
| 10 июня 1934 года     | Северо-Кавказский край, близ Кущёвки              | П-5     | Л1528          | Украинское            | 1/1   | При бреющем полёте в тумане врезался в землю | [ 8 ]  |
| 4 июля 1934 года      | 50 км Ю Комсомольска-на-Амуре                     | АШ-2    | Л1431          | Дальневосточное       | 0/3   | При бреющем полёте над рекой из-за ошибки пилота опустил нос и врезался в воду | [ 9 ]  |
| 27 июля 1934 года     | 2 км СВ Бертыса                                   | АНТ-9   | Л130           | Казакское             | 10/10 | При заходе на посадку из-за ошибок в пилотировании потерял высоту и врезался в землю | [ 10 ] |
| 15 августа 1934 года  | Иркутск                                           | S.62bis | Х2             | Восточно-Сибирское    | 6/7   | После взлёта с Ангары на недостаточной скорости перешёл в сваливание и упал на жилой район                                                                                                 | [ 11 ] |
| 23 августа 1934 года  | н.д.                                              | ПС-5    | Л742           | н.д.                  | ?/?   | Подробности неизвестны | [ 12 ] |
| 24 августа 1934 года  | Обь, 12 км З Колпашева                            | АШ-2    | Л764           | Западно-Сибирское     | 1/3   | В самовольном вылете при заходе на посадку из-за ошибок в пилотировании потерял высоту и врезался в воду; пилот был нетрезв                                                                | [ 13 ] |
| 12 сентября 1934 года | бухта Ольга, Приморская область                   | S.55    | Л997           | Дальневосточное       | 2/13  | При посадке на воду правый корпус ударился о посторонний плавающий предмет и разрушился | [ 14 ] |
| 27 сентября 1934 года | Мец-Марза, 1 км от Басаргечара                    | СП      | М7             | Закавказское          | 2/2   | При заходе на посадку после отказа двигателя и ошибок в пилотировании потерял скорость и упал на землю                                                                                     | [ 15 ] |
| 15 ноября 1934 года   | Кадуй, Восточно-Сибирский край                    | П-5     | Л786           | Восточно-Сибирское    | 1/1   | При полёте в метель снизился до малой высоты и врезался в дерево | [ 16 ] |
| 25 декабря 1934 года  | Ананьино, Чернушинский район Свердловской области | К-5     | Л544           | Уральское             | 2/2   | При полёте в тумане на малой высоте в ходе разворота потерял скорость и сорвавшись в штопор врезался в землю                                                                               | [ 17 ] |